# 루한스크 대학교
루한스크 대학교는 루한스크주 루한스크의 대학교이다. 정식 명칭은 루한스크 타라스 셰우첸코 국립 대학교로 타라스 셰우첸코의 이름을 따왔다. 
돈바스 전쟁으로 루한스크 대학교의 대부분의 교직원과 학생들은 스타로빌스크로 피란하였고 나머지는 루한스크에 잔류한 루간스크 인민공화국의 루간스크 대학교로 갈라졌다. 
2020년 루간스크 인민공화국 루간스크의 루간스크 대학교는 루간스크 국가 교육학 대학(Луганский государственный педагогический университет, Lugansk State Pedagogical University, LGPU)으로 개칭되었다. 2022년 러시아의 우크라이나 침공으로 확전된 후 스타로빌르스크를 포함한 루한스크주 거의 전역이 러시아의 점령지가 되었으며 이로 인해 스타로빌스크가 LPR의 통제하에 놓이면서 루한스크 대학교는 우크라이나 중부의 폴타바로 피난하였다.